# 麻生ちか子
麻生 ちか子（あそう ちかこ、旧姓：鈴木〈すずき〉、1950年〈昭和25年〉5月30日 - ）は、日本の実業家。麻生商事取締役、麻生フオームクリート取締役、麻生興産取締役などを歴任し、現在は株式会社麻生の取締役。2008年（平成20年）9月24日から2009年（平成21年）9月16日まで日本のファーストレディだった。
父は鈴木善幸元首相、夫は麻生太郎元首相、弟は鈴木俊一財務相。長男は実業家の麻生将豊。長女は麻生彩子。本名は千賀子だが、署名などではちか子を通称として使用している。

## 来歴

### 生い立ち
鈴木善幸の三女として東京都に生まれた。善幸の内閣総理大臣就任後も、一家は総理大臣公邸には住まなかったという。その後、日本女子大学の家政学部を卒業。

### 政治活動
父・鈴木善幸は、内閣総理大臣に就任すると私邸に若手議員らを招いて懇談会を度々開催した。その出席者の一人だった麻生太郎と知り合い、1983年11月3日に結婚。翌月行われた第37回衆議院議員総選挙で太郎が落選した後、太郎の政治活動をサポートするようになった。1986年の第38回衆議院議員総選挙で太郎は当選し、政界に復帰した。太郎が東京都渋谷区に居住し、国会議員として多忙なことから、福岡県第2区の支持者回りを積極的に行った。太郎が河野洋平の派閥「大勇会」を継承し「為公会」（現・志公会）を発足させると、為公会所属議員の妻らを集めて食事会を開催するなど、派閥内の結束強化に一役買った。

### 実業活動
1990年代より、建設資材を扱う麻生商事、土木業を営む麻生フオームクリート、保険代理店を展開する麻生興産の取締役を務めた。さらに、義弟・麻生泰が経営する「麻生」にて、取締役に就任した。麻生はASOグループの中核企業であり、麻生興産など各社を束ねている。2010年代に入り、「麻生」社長に泰の長男・麻生巌が就任した後も、「麻生」の取締役はちか子が務めている。

## 人物
本名は「千賀子」であり、在籍する企業の役員一覧など公的な場では本名を使用しているが、それ以外の場では漢字を使わず平仮名で「ちか子」と表記することが多い。
趣味として料理や園芸を挙げており、特に園芸の中でも薔薇の栽培を好んでいる。東京都にある自宅の庭にて、多様な品種の薔薇を育成している。

## 略歴
- 1950年（昭和25年）5月 - 東京都にて誕生する。
- 1983年（昭和58年）5月 - 麻生太郎と結婚する。
- 1984年（昭和59年）12月 - 長男の麻生将豊を出産する。
- 1987年（昭和62年）4月 - 長女の麻生彩子を出産する。
- 1997年（平成9年）1月 - 麻生商事の取締役となる。
- 1997年（平成9年）1月 - 麻生フオームクリートの取締役となる。
- 1997年（平成9年）1月 - 麻生興産の取締役となる。
- 1997年（平成9年）6月 - 株式会社麻生の取締役となる。

## 親族
日本の民法725条に定めるところの親族のみを記載する。
- 義曾祖父：麻生太吉（実業家、政治家）
- 義曾祖父：加納久宜（政治家）
- 義曾祖父：竹内綱（実業家、政治家）
- 義曾祖父：牧野伸顕（政治家）
- 義養曾祖父：吉田健三（実業家）
- 義祖父：麻生太郎 (明治時代)（実業家）
- 義祖父：吉田茂（外交官、政治家）
- 父：鈴木善幸（政治家）
- 母：鈴木さち
- 義父：麻生太賀吉（実業家、政治家）
- 義母：麻生和子（吉田茂の私設秘書）
- 義伯父：吉田健一（文学者）
- 夫：麻生太郎（実業家、政治家）
- 長男：麻生将豊（実業家）
- 長女：麻生彩子
- 弟：鈴木俊一（政治家）
- 義弟：麻生泰（実業家）
- 義妹：寬仁親王妃信子（皇族）
- 甥：鈴木俊太郎（秘書官）
- 義甥：麻生巌（実業家）
- 義甥：麻生健（教育者、実業家）
- 義姪：彬子女王（皇族）
- 義姪：瑶子女王（皇族）